# جان جورجو تریسینو (سوارکار)
جان جورجو تریسینو (ایتالیایی: Gian Giorgio Trissino; ۲۲ ژوئیهٔ ۱۸۷۷ – ۲۲ دسامبر ۱۹۶۳) سوارکار اهل ایتالیا بود.
وی در مسابقات کشوری و بین‌المللی در مجموع برندهٔ ۱ مدال طلا، ۱ مدال نقره شده‌است.